# Scenkonst Västernorrland
Scenkonst Västernorrland (Scenkonst Västernorrland AB), tidigare Scenkonstbolaget, är en kulturorganisation verksam i Region Västernorrland och verkar under varumärkena: Nordiska kammarorkestern, Musik Västernorrland, Norrdans, Film Västernorrland och Teater Västernorrland. Aktiebolaget bildades 2008 och ägs till 60 procent av Region Västernorrland och till 40 procent av Sundsvalls kommun. Syftet med bildandet var att effektivisera kulturinstitutionernas administration och erbjuda fler gemensamma evenemang. Ett krav från finansiärerna var att den offentligt finansierade kulturen skulle nå fler delar av länet och i högre grad nå barn och ungdomar. Scenkonst Västernorrland har som uppdrag att utforska och utveckla verksamhet inom dans, film, musik och teater. Scenkonst Västernorrland finansieras av ägarna och med statligt stöd av Kulturrådet